# Verordnung über Feuerungsanlagen und Brennstofflagerung
Die Verordnung über Feuerungsanlagen und Brennstofflagerung (kurz: Feuerungsverordnung) ist die rechtliche Grundlage für das Aufstellen und Betreiben von Feuerungsanlagen. Sie gilt für Feuerstätten, Wärmepumpen und Blockheizkraftwerke, die der Beheizung von Räumen und zur Warmwasserversorgung dienen, sowie für Gas-Haushalt-Kochgeräte.
Die amtliche Abkürzung lautet zumeist FeuVO, in Sachsen SächsFeuVO. Bayern wird hingegen FeuV verwendet und in Brandenburg BbgFeuV.
Feuerungsverordnungen werden von den einzelnen Bundesländern aufgrund ihrer Bauordnungen herausgebracht. Die Bezirksschornsteinfeger überwachen die Einhaltung der Vorschriften der Feuerungsverordnungen.
Die Verordnungen der Länder orientieren sich an der Muster-Feuerungsverordnung (MFeuV).
Berlin hat seine Feuerungsverordnung mit der Verordnung zur Änderung der Betriebs-Verordnung sowie zur Aufhebung der Feuerungsverordnung und der Verordnung über den Bau von Betriebsräumen
für elektrische Anlagen vom 10. Mai 2019 aufgehoben und in die Verwaltungsvorschrift Technische Baubestimmungen überführt.